# Yeovilton and District
Yeovilton and District är en civil parish i Somerset i England. Civil parish är belägen 7 km från Yeovil. Det inkluderar Draycott, Limington, Podimore, Speckington, Stockwitch Cross och Yeovilton. Civil parishen inrättades den 1 mars 2022.